# 試行
| ウィキペディアには「試行」という見出しの百科事典記事はありません（タイトルに「試行」を含むページの一覧/「試行」で始まるページの一覧）。 代わりにウィクショナリーのページ「試行」が役に立つかもしれません。 |